# 1669 w literaturze
Wydarzenia literackie w 1669 roku.

## Nowe książki
- polskie

## Urodzili się
- Kada no Azumamaro, japoński filolog i poeta

## Zmarli
- Esteban Manuel de Villegas, hiszpański poeta